# Friedrich Braune (Jurist)
Friedrich Braune (* um 1828; † nach 1890) war ein deutscher Verwaltungsjurist.

## Leben
Friedrich Braune studierte an der Universität Leipzig. 1848 wurde er Mitglied des Corps Misnia Leipzig. Nach dem Studium trat er in den Staatsdienst des Herzogtums Anhalt ein. Von 1876 bis 1891 war er Kreisdirektor des Landkreises Dessau. Ihm oblag die Polizeiverwaltung im Schlossbezirk Dessau. Er war Zivilvorsitzender der Ersatzkommission in Dessau sowie Rechnungsführer der Hebammen-Unterstützungskasse. Er gehörte dem Kuratorium des Geiststifts in Dessau und des Fürstlichen Witwenhauses in Oranienburg an.

## Auszeichnungen
- Ritter 1. Klasse des Hausordens Albrechts des Bären, 1881
- Roter Adlerorden 4. Klasse
- Ritter des Hausordens der Wendischen Krone